# Tipula wiedemanniana
Tipula wiedemanniana är en tvåvingeart som beskrevs av Alexander 1971. Tipula wiedemanniana ingår i släktet Tipula och familjen storharkrankar. Inga underarter finns listade i Catalogue of Life.